# Aliaksandr Patashou
Pour les articles ayant des titres homophones, voir Patachou et Pâte à choux.
Aliaksandr Patashou (en biélorusse : Аляксандр Анатолевіч Паташоў, Aliaksandr Patachow), souvent russifié en Aleksandr Potashov (en russe : Александр Анатольевич Поташёв, Aleksandr Potachiov), né le 12 mars 1962 à Vitebsk (république socialiste soviétique de Biélorussie, URSS), est un athlète biélorusse ayant concouru pour l'Union soviétique, spécialiste de la marche athlétique.

## Carrière
Aliaksandr Patashou participe sous les couleurs de l'URSS aux Jeux olympiques d'été de 1988 à Séoul, se classant quatrième du 50 km marche.
En 1991, Aleksandr Potashov s'adjuge le titre des Championnats du monde de Tokyo devant son compatriote soviétique Andrey Perlov. En tête de la course à l'entrée du stade olympique, les deux hommes décident de terminer ex aequo sans se livrer à un sprint final. Ils franchissent ainsi ensemble la ligne d'arrivée en se tenant par les épaules. Les juges, aidés par la photo-finish, décident d'attribuer la médaille d'or à Aleksandr Potashov, qui devance finalement Andrey Perlov d'un centième de seconde.
Il est disqualifié après trois avertissements lors des Jeux olympiques de 1992 et des Championnats du monde de 1993.

## Records
- 50 km marche : 3 h 40 min 02 (Moscou, 27 mai 1990)

## Palmarès
| Année | Compétition           | Lieu  | Place | Épreuve      | Temps           |
| ----- | --------------------- | ----- | ----- | ------------ | --------------- |
| 1988  | Jeux olympiques       | Séoul | 4e    | 50 km marche | 3 h 41 min 00 s |
| 1991  | Championnats du monde | Tokyo | 1er   | 50 km marche | 3 h 53 min 09 s |